# Bourguignon-sous-Coucy
Bourguignon-sous-Coucy é uma comuna francesa na região administrativa de Altos da França, no departamento de Aisne. Estende-se por uma área de 2,8 km². Em 2010 a comuna tinha 109 habitantes (densidade: 38,9 hab./km²).